# 10027 Perozzi
10027 Perozzi eller 1981 FL är en asteroid i huvudbältet som upptäcktes den 3 mars 1981 av den amerikanske astronomen Edward L.G. Bowell vid Anderson Mesa Station. Den är uppkallad efter Ettore Perozzi.
Asteroiden har en diameter på ungefär 8 kilometer.